# Harry Houdini
Ne doit pas être confondu avec Jean-Eugène Robert-Houdin, illusionniste français.
Harry Houdini, nom de scène d'Ehrich Weisz, né le 24 mars 1874 à Budapest alors en Autriche-Hongrie et mort le 31 octobre 1926 à Détroit aux États-Unis, est un illusionniste américain d'origine hongroise. 
Au début de la décennie 1890, il adopte le pseudonyme « Houdini » en hommage à l'illusionniste français Jean-Eugène Robert-Houdin.

## Biographie

### Enfance
Ehrich Weisz est né le 24 mars 1874 à Budapest en Hongrie,. À partir de 1909 et d'un article autobiographique paru dans The Magician Annual, il prétend être né le 6 avril 1873 ou 1874 à Appleton dans le Wisconsin.
Le père d’Ehrich est Mayer Samuel Weisz (1829–1892), un rabbin ; sa mère est Cecilia Steiner (1841–1913). Ehrich a cinq frères et une sœur, qui s'appellent respectivement Herman M. Weisz (1863–1885), Nathan J. Weisz (1870-1927), Gottfried William Weisz (1872-1925), Theodore Weisz (1876–1945), Leopold D. Weisz (1879–1962) et Gladys Carrie Weisz (1882–1915).
Il émigre avec sa famille aux États-Unis le 3 juillet 1878, à l’âge de 4 ans, sur le SS Fresia avec sa mère, alors enceinte, et ses quatre frères, rejoignant le père qui s'y est installé deux ans auparavant.

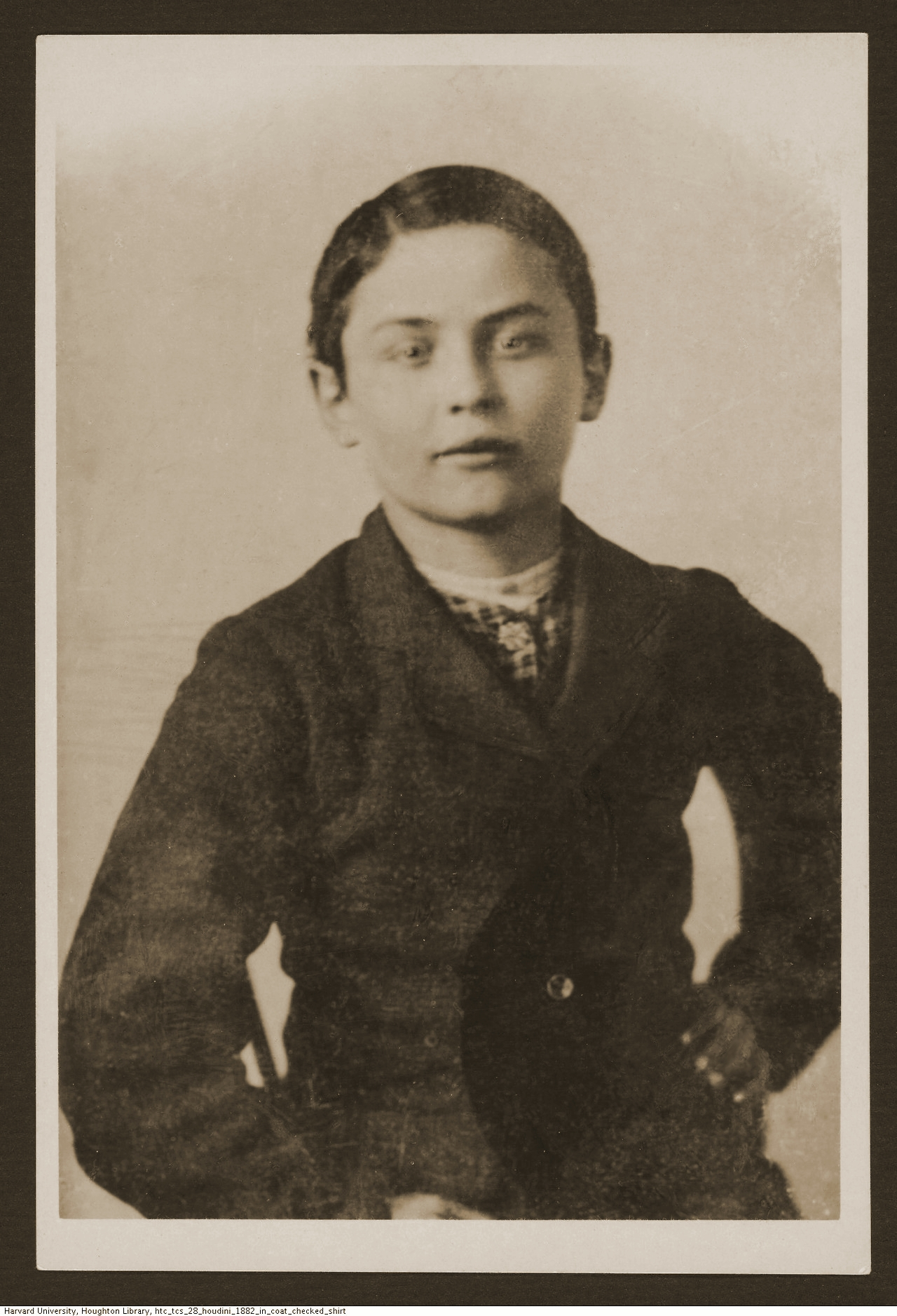
Ehrich Weisz à 8 ans (1882).

La famille vécut tout d’abord à Appleton dans le Wisconsin, où le père est rabbin de la communauté juive réformée de Sion. Le 6 juin 1882, le rabbin Weiss devient citoyen américain. Après avoir perdu sa charge de rabbin, il s'installe à New York avec Ehrich en 1887. Ils vivent dans une pension de famille située sur East 79th Street. Le reste de la famille les rejoint lorsqu’il trouve un logement plus stable.
Enfant, Ehrich a plusieurs emplois (vendeur de cravates, messager et apprenti serrurier) avant de devenir champion de cross country. Il fait ses premières apparitions publiques dès l’âge de 9 ans, en tant que trapéziste, se surnommant lui-même « Ehrich, le prince des airs ». Il devient magicien professionnel et commence à se faire appeler « Harry Houdini », nom choisi parce qu'il admire le magicien français Jean-Eugène Robert-Houdin.

### Carrière

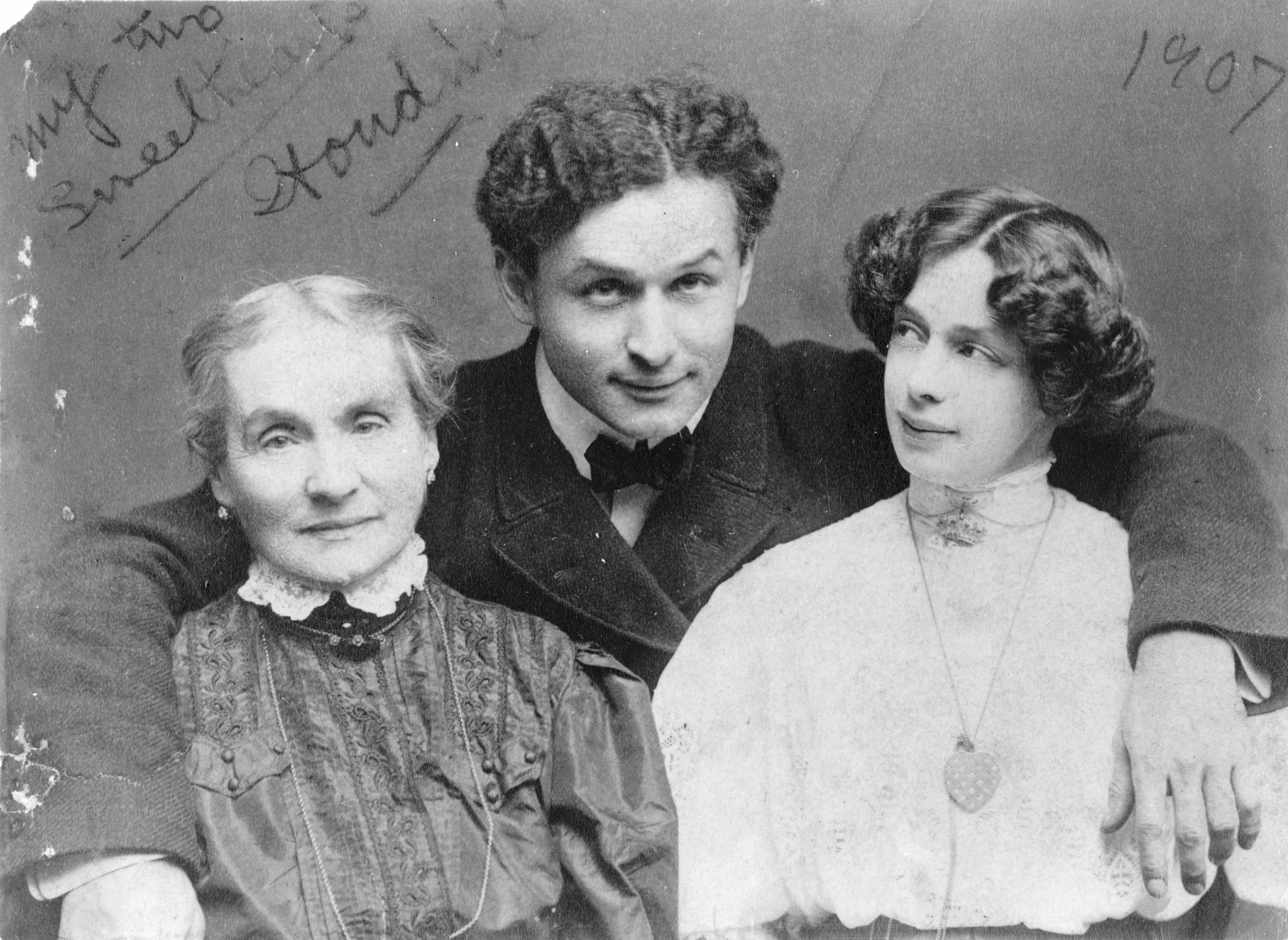
Harry Houdini, son épouse Beatrice et sa mère Cecilia Steiner (vers 1907).

Il commence sa carrière comme magicien dans les foires, accompagné de son frère Théodore, dont le nom d'artiste est Théo Hardeen.
En 1893, il rencontre sa femme Wilhelmina Béatrice Rahner (Bess Raymond) (1876-1943), qu'il surnomme Bessie. Elle rejoint le duo Houdini et ils se marient la même année.

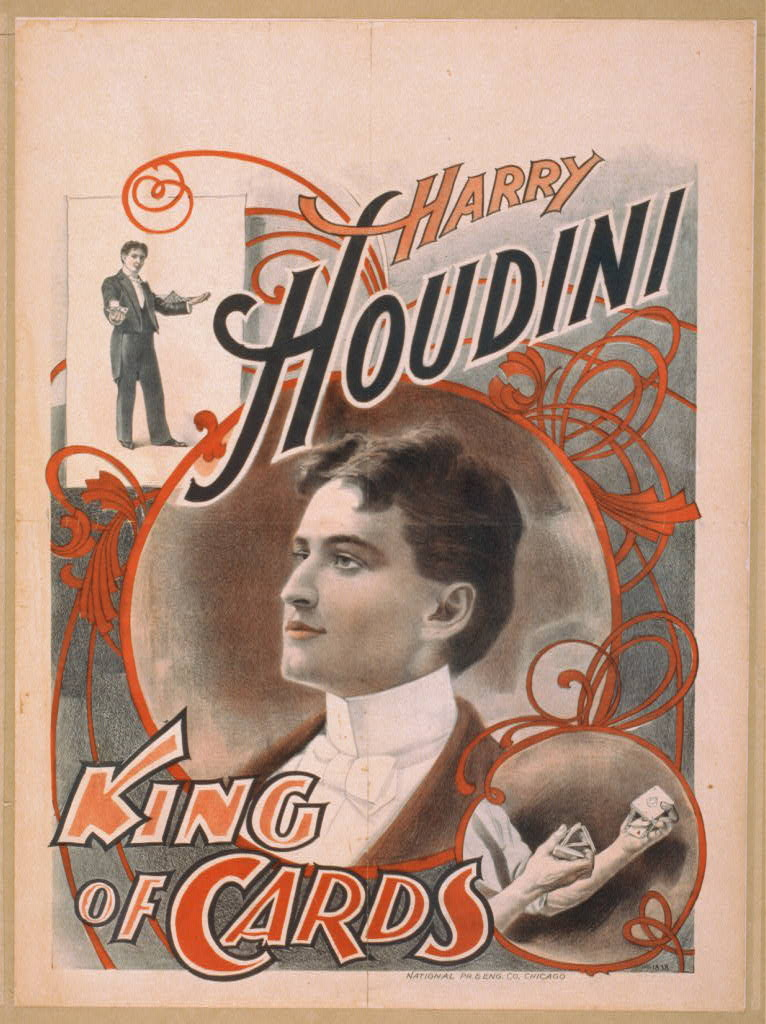
Affiche « Houdini roi des cartes », Chicago.

Avant de devenir célèbre, il est le compagnon de tournée des Trois Keaton dans un « Medecine show ». Le troisième Keaton est Joseph Frank « Buster » Keaton. Selon la légende, celui-ci tiendrait son nom d'artiste de Houdini lui-même : après une chute du jeune garçon, Houdini se serait écrié « That was a real buster » (qu'on pourrait traduire par « Ça, c'était une vraie bonne chute ! »). Le nom lui serait resté.
Harry Houdini acquiert une grande notoriété médiatique en 1898 lorsqu'il lance un défi à la police de Chicago, affirmant qu'il pourrait se libérer d'une cellule de leur prison en moins de 30 minutes. Il y parvient en trois minutes grâce à un passe-partout dissimulé dans son œsophage, technique qu'il avait apprise d'un avaleur de sabre rencontré sur les foires.

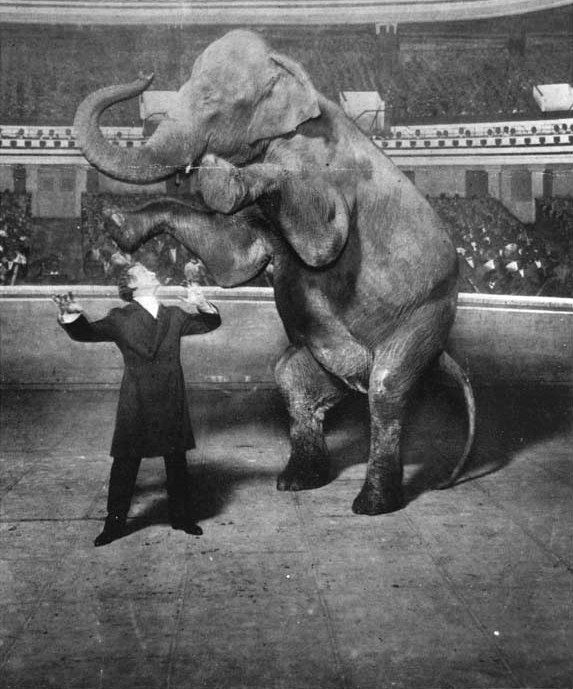
Harry Houdini faisant disparaître un éléphant (1918).

Ses meilleurs tours consistent à s'évader d'une malle remplie d'eau, fermée et enchaînée, ou d'un bidon en métal.
Au moment où le spiritisme acquiert une popularité grandissante, il cherche à démasquer les médiums en parcourant le pays, en exposant publiquement les trucs d'illusionnistes qu'ils utilisent. Il présente les résultats de ses enquêtes dans des ouvrages tels que Miracle Mongers and their Methods ou A Magician Among the Spirits. Il est impliqué dans le débat scientifique avec les tenants de la métapsychique concernant la question de savoir si certains médiums auraient d'authentiques dons paranormaux ou si tout peut au contraire s'expliquer par ce qui est aujourd'hui qualifié de mentalisme. Harry Houdini est, même bien après sa mort, un modèle pour d'autres magiciens impliqués dans le scepticisme scientifique, tels que James Randi ou Gérard Majax.

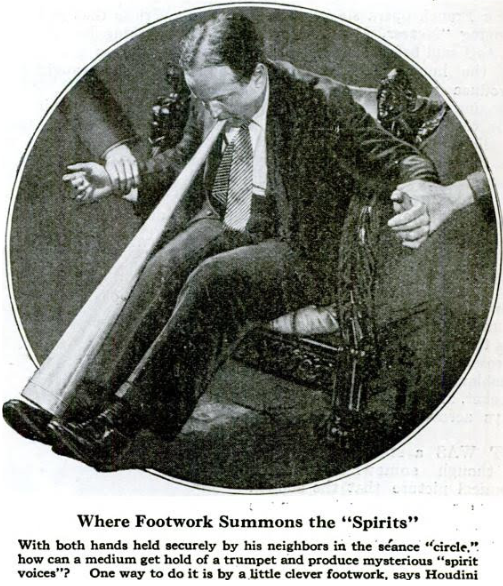
Démonstration d'un tour de « trompette spirituelle » lors d'une séance (1925).

Cette activité lui valut l'amitié de Sir Arthur Conan Doyle, le créateur de Sherlock Holmes. Doyle était un adepte du spiritisme depuis 1887, mais l'importance de cette croyance dans sa vie s'accroît à l'époque de la Première Guerre mondiale (non pas, comme on le dit souvent, en raison de la mort de son fils, mais parce que le spiritisme, garant d'une vie après la mort, donne la meilleure justification pour mener une vie morale, alors que la guerre lui apparaît comme la preuve que le progrès scientifique s'accompagne d'une perte de valeurs). Doyle croyait ainsi que Houdini possédait de véritables pouvoirs paranormaux, qu'il utilisait pour bloquer ceux des médiums qu'il confondait. Bien qu'Houdini insistât sur le fait que les médiums spiritualistes utilisaient des supercheries (et en révélât continuellement les tricheries), Conan Doyle se convainquit qu'Houdini possédait lui-même des pouvoirs surnaturels (il exprime ce point de vue dans son livre Les Frontières de l’inconnu).
Cette activité de démystification des médiums lui permet d'accroître sa notoriété. Il garde secrètes ses meilleures astuces mais prend soin de montrer qu’il y a toujours un truc dans ses tours, accessibles au commun des mortels, tout en recommandant au public non entraîné de ne pas les tenter, vu le danger qu’ils représentent.

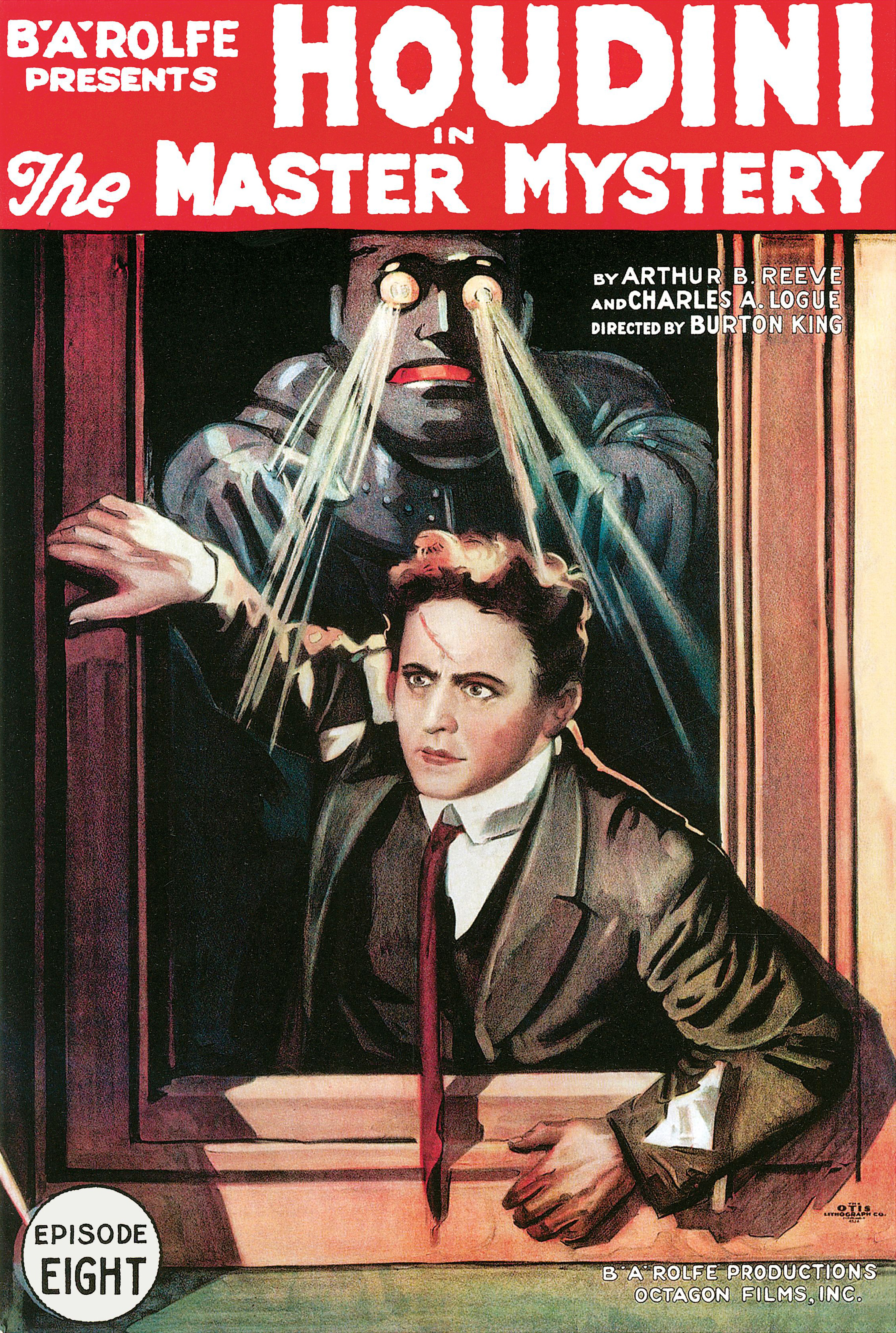
Affiche du film The Master Mystery (1919).

En 1906, il publie le livre The Unmasking of Robert-Houdin (Robert-Houdin démasqué), où il s’attaque violemment à la réputation de Robert-Houdin, minimisant la révolution de la prestidigitation que celui-ci aurait apportée. La justification de cette attaque est toujours discutée entre les magiciens eux-mêmes : Houdini voulait avoir la réputation du plus grand magicien de tous les temps, et cela l’amena à des imprudences. Il affirmait par exemple pouvoir comprendre n’importe quel tour de prestidigitation s’il le voyait faire trois fois. Dai Vernon, qui fut consacré plus tard comme étant une des plus grandes figures de la prestidigitation, lui présenta un tour sept ou huit fois, et Houdini dut s’avouer vaincu. Vernon en profita pour ajouter dans ses publicités : « The Man Who Fooled Houdini », l’homme qui a trompé Houdini. Cela donne une idée de la réputation immense qu’Houdini avait à cette époque.

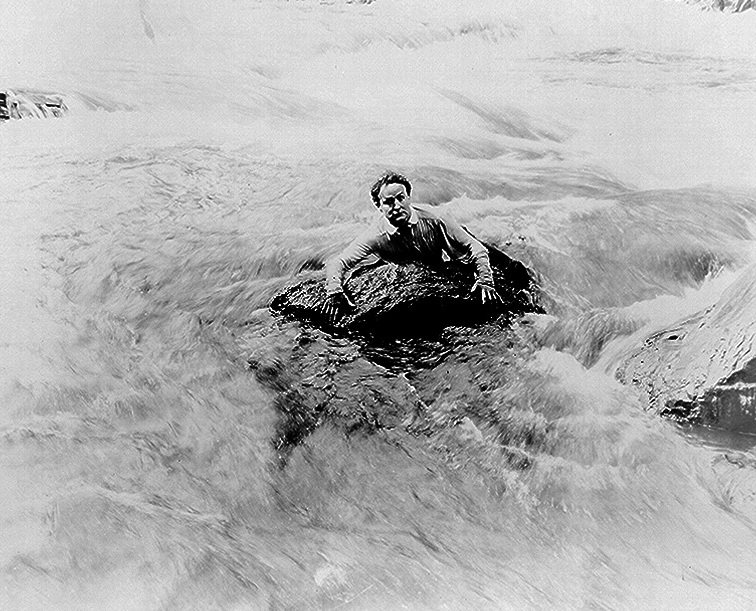
Houdini nageant dans les chutes du Niagara, dans une scène du film The Man from Beyond (1922).

En 1920, Harry Houdini joue dans Houdini le maître du mystère, de Harry Grossman et Burton L. King. Cette série de 15 épisodes introduit l'un des premiers robots à l'écran. Il s'avère en fin de compte que c'est un homme qui se fait appeler « l'automate » et court dans un costume de robot.
Il est aussi le héros et coscénariste de L'Homme de l'au-delà, film de Burton L. King, en 1922, où il joue le rôle d'un homme qui était resté dans la glace pendant 100 ans et qui revient à la vie.

### Croyances
Le judaïsme d'Houdini fait l'objet d'un certain nombre d'études,,,,,,. Il est enterré dans un cimetière juif.
Pour Houdini, le seul objectif de la pratique du spiritisme, même s'il n'y parvint jamais, est d'entrer en contact avec l'esprit de sa mère disparue en 1913, seule preuve pour lui que ces phénomènes psychiques puissent exister. Il déclare toutefois : « Je crois fermement, et cette croyance est fondée sur des recherches, des observations, et, en partie, sur mon expérience personnelle, que d'une quelconque manière, ailleurs et à une autre époque, nous revenons sous une autre forme humaine pour poursuivre notre tâche dans une autre vie, peut-être plusieurs autres vies, jusqu'à ce que quelque étrange destin ait trouvé son aboutissement. »[réf. nécessaire]

### Mort
Le 22 octobre 1926, au Princess Theatre de Montréal, Houdini, alors en train de se faire peindre par un jeune artiste, reçoit la visite de l'étudiant de l'Université McGill Joselyn Gordon Whitehead. Houdini avait l'habitude de demander à quelqu'un dans le public de lui infliger un coup de poing dans le ventre, pour prouver qu'il était invincible. Whitehead lui demande alors s'il pouvait effectivement endurer des coups au ventre, ce à quoi Houdini aurait répondu par l'affirmative. L'étudiant se précipite alors sur Houdini et le frappe violemment, sans avertissement, à de multiples reprises au bas-ventre. Dès l'après-midi, le magicien se plaint de douleurs.

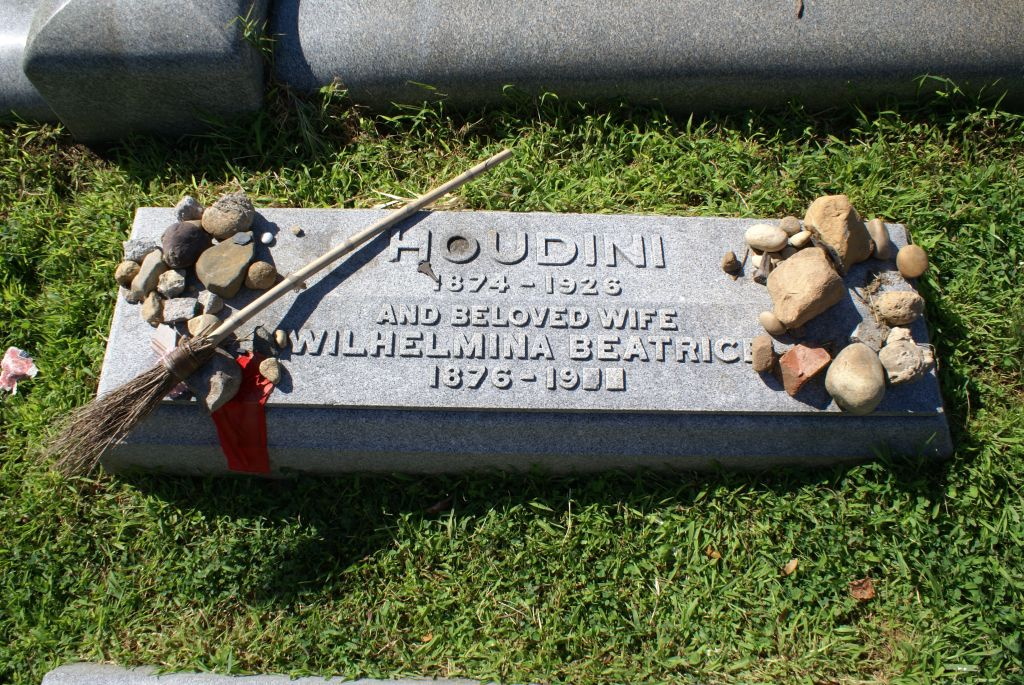
Tombe de Houdini et son épouse.

Quelques jours plus tard, dans sa loge à Détroit, peu avant une de ses représentations, son médecin l'examine et mesure une fièvre à 40 °C. Houdini refuse toutefois d'annuler sa représentation qu'il effectue non sans difficultés. Le jour d'Halloween, Houdini meurt d'une péritonite consécutive à une rupture de l'appendice.
Le fait que les dommages à son appendice aient été ou non causés par les coups qu'il reçut de Whitehead lors de son voyage à Montréal fait aujourd'hui l'objet de controverses. Houdini souffrait en effet depuis plusieurs mois de douleurs au ventre. Ces faits ont été décrits et discutés notamment dans le premier chapitre du livre The Edge of the Unknown (Les frontières de l'inconnu) d'Arthur Conan Doyle, publié en 1930.

## Œuvres littéraires

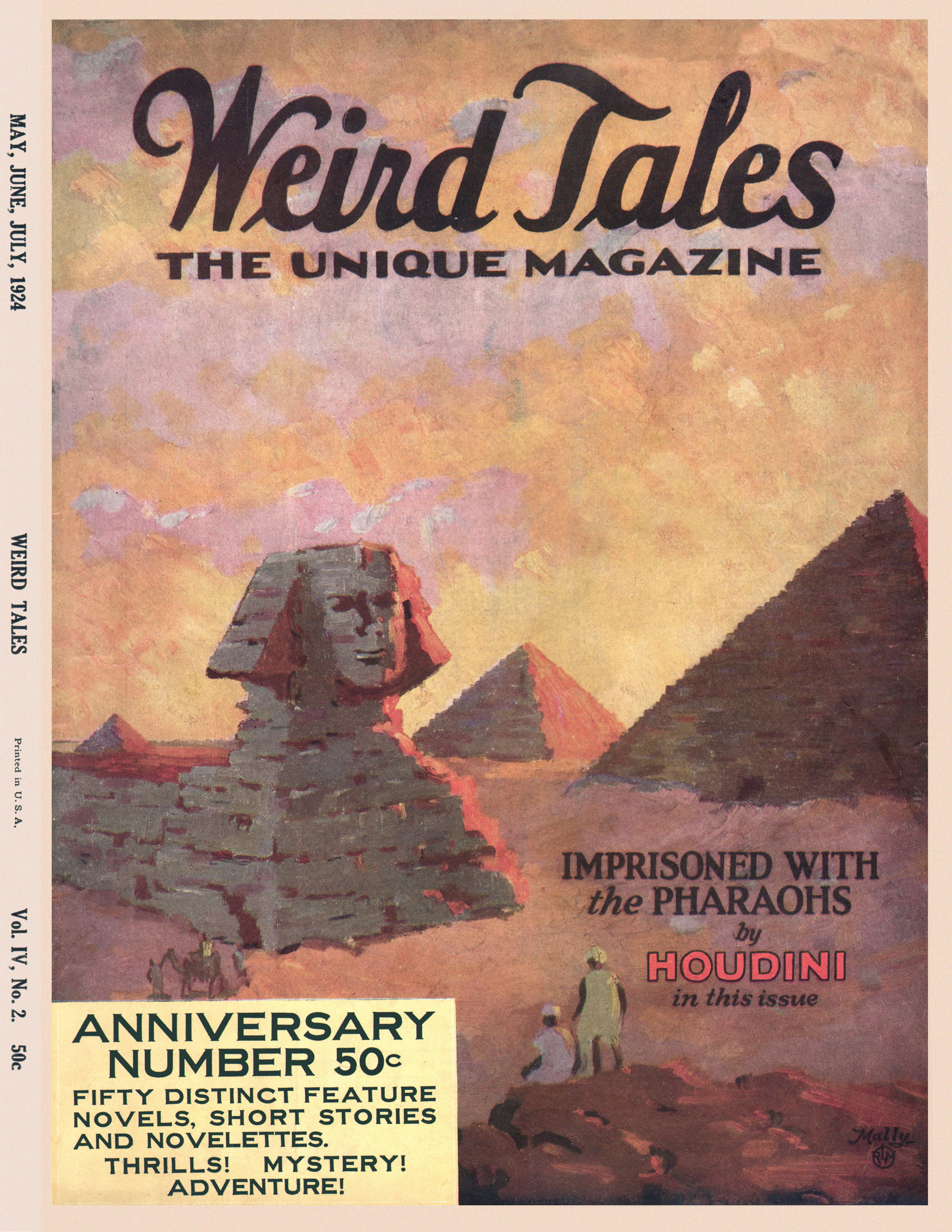
Weird Tales, contenant la nouvelle « Prisonnier des pharaons » de H. P. Lovecraft et Harry Houdini (éd. mai-juin-juillet 1924).

Houdini publia de nombreux livres durant sa carrière (dont certains furent écrits par son ami Walter B. Gibson, le créateur de The Shadow) :
- The Right Way to Do Wrong (1906) (Manuel du Malfaiteur, traduction de François Montmirel parue aux Éditions Fantaisium,  (ISBN 979-10-93614-24-3))
- Handcuff Secrets (1909)
- The Unmasking of Robert Houdin (1908)
- Magical Rope Ties and Escapes (1920) (Manuel des Nœuds Magiques, traduction de François Montmirel parue aux Éditions Fantaisium,  (ISBN 979-10-93614-29-8))
- Miracle Mongers and their Methods (1920)[23]
- Houdini's Paper Magic (1922)
- A Magician Among the Spirits (1924) (Un Magicien chez les Médiums, traduction de François Montmirel parue aux Éditions Fantaisium,  (ISBN 979-10-93614-26-7))
- Prisonnier des pharaons (Imprisoned with the Pharaohs/Under the Pyramids, 1924) avec Howard Phillips Lovecraft[24].

## Filmographie
- 1918 : Houdini le maître du mystère (titre original : The Master Mystery) est un sérial réalisé par Harry Grossman et Burton L. King
- 1919 : Un reportage tragique (titre original : The Grim Game) est un film muet américain réalisé par Irvin Willat
- 1920 : L'Île de la terreur (en) (Terror Island) de James Cruze
- 1922 : L'Homme de l'au-delà (titre original : The Man from Beyond), un film américain réalisé par Burton L. King sur un scénario d'Houdini, qui tient le rôle principal.

## Postérité
Houdini possédait une collection de 3 988 livres, lettres, documents sur ses tours de magie. Cette collection fut léguée en 1927 à la bibliothèque du Congrès à Washington.
Le verbe anglais houdinize, inventé de son vivant, signifie « s'échapper, se libérer ».
Un musée (en) est consacré à l’œuvre et à la vie de Harry Houdini à Scranton (Pennsylvanie).

### Au cinéma
- 1953 : Houdini le grand magicien est un film américain réalisé par George Marshall, sur un scénario de Philip Yordan et d'après l'œuvre de Harold Kellock, sorti le 2 juillet 1953, avec Tony Curtis, lui aussi d'origine juive hongroise.
- 2007 : Au-delà de l'illusion de Gillian Armstrong avec Guy Pearce

### Télévision
- 1976 : Houdini le magicien (en), téléfilm de Melville Shavelson, avec Paul Michael Glaser
- 2014 : Houdini, l'illusionniste,  mini-série historique canadienne en deux parties de Uli Edel avec Adrian Brody
- En 2016, sort la série Les Mystères de Londres. Elle relate l'amitié entre le magicien et l'écrivain Arthur Conan Doyle à travers des enquêtes policières.
- La série Timeless met en scène Harry Houdini à l'Exposition universelle de Chicago en 1893, dans l'épisode 11 de la saison 1. Il est interprété par Michael Drayer.
- Dans la série Grand Hôtel, au cours de l'épisode 4 de la saison 3, Harry Houdini propose une démonstration de son talent aux employés et aux clients de l'hôtel.

### Littérature

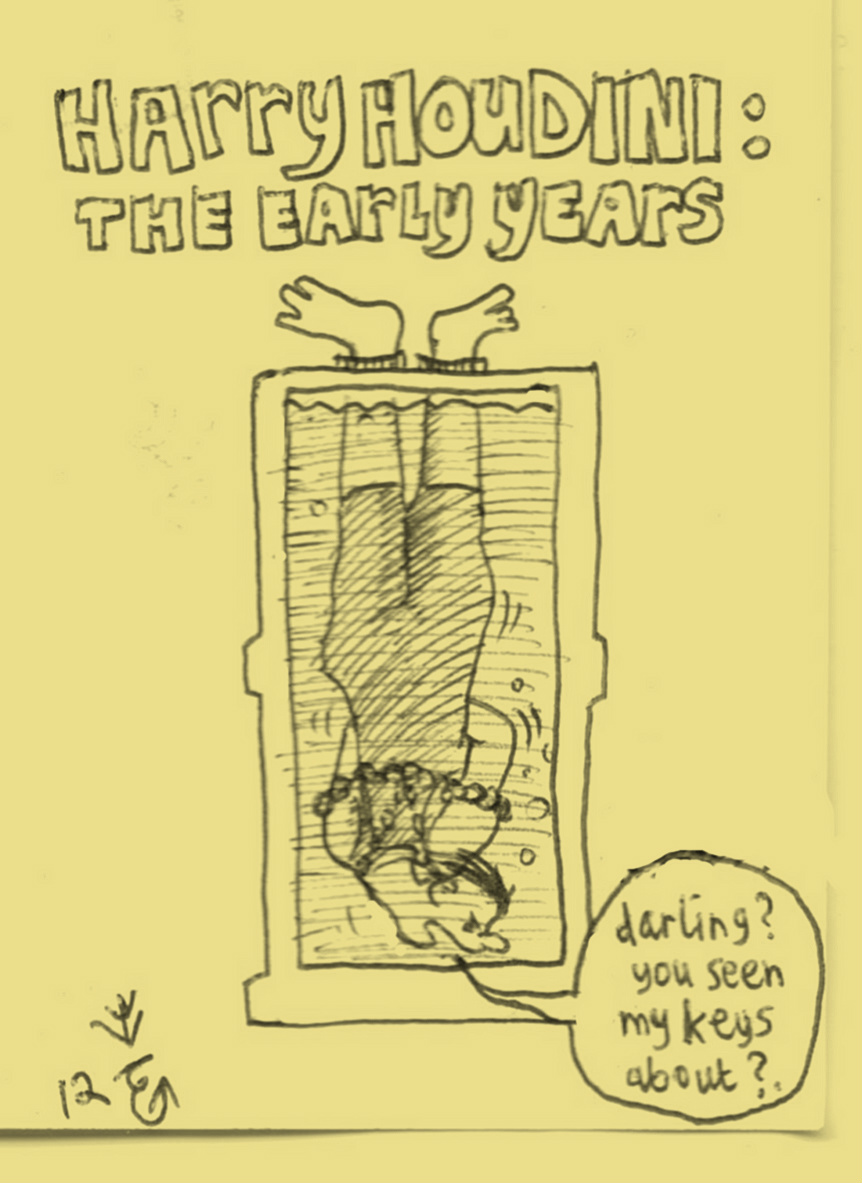
« Dessin animé Houdini les premières années » par hillbillyholiday (2012)

- Les Chroniques du jeune Houdini, une série de livres pour la jeunesse écrite par Denis Ramsay, rend hommage à Houdini. Elle raconte l'histoire d'Erich lorsqu'il avait 13 ans et sa vie en Amérique avec ses amis, Ed et Lucy. L'histoire est cependant une pure invention.
- Dans la série de romans Percy Jackson, Houdini est connu comme un fils d'Hermès. Il fait partie du nombre restreint de demi-dieux à avoir réussi à s'échapper des enfers (avec Hercule et Orphée), avant que Percy lui-même n'y parvienne.
- Houdini est un personnage du comic Spawn, de Todd McFarlane.
- Dans la série Célestin Radkler[28], le héros créé par Jean-Luc Luciani affronte Houdini pour obtenir le titre de maître des illusions.
- Le Testament de Sherlock Holmes de Bob Garcia (Éditions du Rocher, 1985) met en scène Harry Houdini ainsi que Anna Eva Fay.
- Le roman La Société des faux visages (2017) de Xavier Mauméjean a pour héros Houdini et Freud.
- Les deux romans de Vivianne Perret de la série Houdini, magicien et détective, mettent en scène le magicien et son épouse qui résolvent des enquêtes en parallèle de ses tournées de spectacles.

### Bande dessinée
- Le Magicien de Brooklyn, est une bande dessinée de François Rivière, Gabrielle Borile et Francis Carin (série Victor Sackville) (Le Lombard, 2000).
- Dans le manga City Hall aux éditions Ankama, Harry Houdini est représenté en tant que personnage à partir du tome 2 de la série.

### Dessin animé
- L'épisode La Grande Simpsina de la saison 22 des Simpson fait référence au tour où Houdini sort d'une cuve cadenassée et remplie d'eau. La cuve est remplacée ici par un pot de lait et est utilisée par Lisa.
- La série d'animation Little Houdini s'inspire du magicien.
- Il est présent dans l'épisode The Cabinet of Calamari (1987) de la série animée SOS Fantômes (The Real Ghost Busters).

### Musique
- Houdini est une chanson de la chanteuse anglaise Kate Bush, en hommage au magicien, sur son album The Dreaming (1982). Sur la pochette de l'album, la chanteuse est représentée avec une clé dans sa bouche entrouverte, illustrant les paroles de la chanson : "With a kiss, I'll pass the key" (sa femme lui faisait un "dernier baiser" avant qu'il essaie de se défaire de ses chaînes).
- Houdini est le titre d'une chanson du groupe américain Foster the People.
- Le groupe de rock américain Melvins a conçu un album titré Houdini, sorti en 1993.
- Houdini's Great Escapade est une chanson du groupe de power metal espagnol Dark Moor sur l'album Beyond the Sea (2005).
- Who Killed Harry Houdini? est un album du groupe suédois I'm from Barcelona qui manifestement soutient l'hypothèse de l’assassinat du magicien.
- Un titre de Kaaris, extrait de sa mixtape Z.E.R.O parue en 2012, porte le nom d'Houdini.
- Le groupe de rap expérimental Death Grips possède une chanson nommée Houdini sur son album Bottomless Pit (2016).
- Houdini est le titre d'une chanson du rappeur américain Nothing,Nowhere, sur l'album Reaper (2017).
- Houdini est le titre d'une chanson de l'artiste britannique Dua Lipa (2023).
- Houdini est le titre d'une chanson du rappeur américain Eminem (2024).

### Jeu vidéo
- Dans le jeu vidéo Bioshock, les « Chrosomes Houdinis » sont des antagonistes qui peuvent se téléporter.
- Dans le jeu vidéo Assassin's Creed II le sujet 16, qui révèle au héros nombre de secrets historiques, affirme que Houdini aurait simulé sa propre mort avant de fuir en possession d'une puissante relique, la Pomme d'Eden, qui lui aurait permis d'accomplir ses tours.
- Le jeu vidéo Midnight Mysteries 4: Haunted Houdini est inspiré de sa mort, de ses relations avec Arthur Conan Doyle et de ses recherches sur le spiritisme.

### Autres
- Le doodle sur la page de recherche de Google du 24 mars 2011 lui est consacré pour le 137e anniversaire de sa naissance.
- L'attraction La Maison Magique d'Houdini au Parc Bellewaerde lui est dédiée.
- Houdini est un programme d'échecs créé par le Belge Robert Houdart et dont la version actuelle[Quand ?] a un classement Elo de 3320[réf. nécessaire].
- Un espace d'exposition continue lui est consacré à Blois, à la Maison de la Magie. Une vidéo explicative raconte son histoire. On peut y voir notamment la cuve d'où il disparaissait ainsi qu'un mannequin à son effigie avec la camisole de force et les chaînes qu'il portait pour s'y introduire.
- Houdini est une solution d'animation 3D créée par la société Side Effects Software Inc.

## Galerie

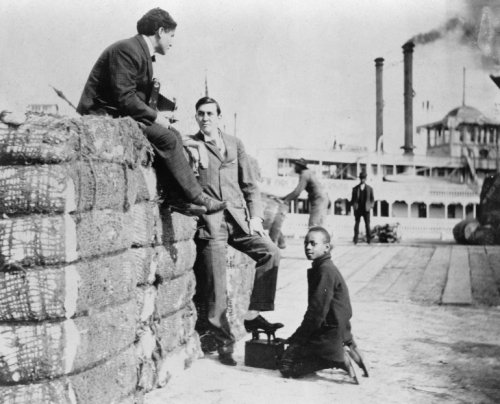
Sur un quai à La Nouvelle-Orléans (1907).
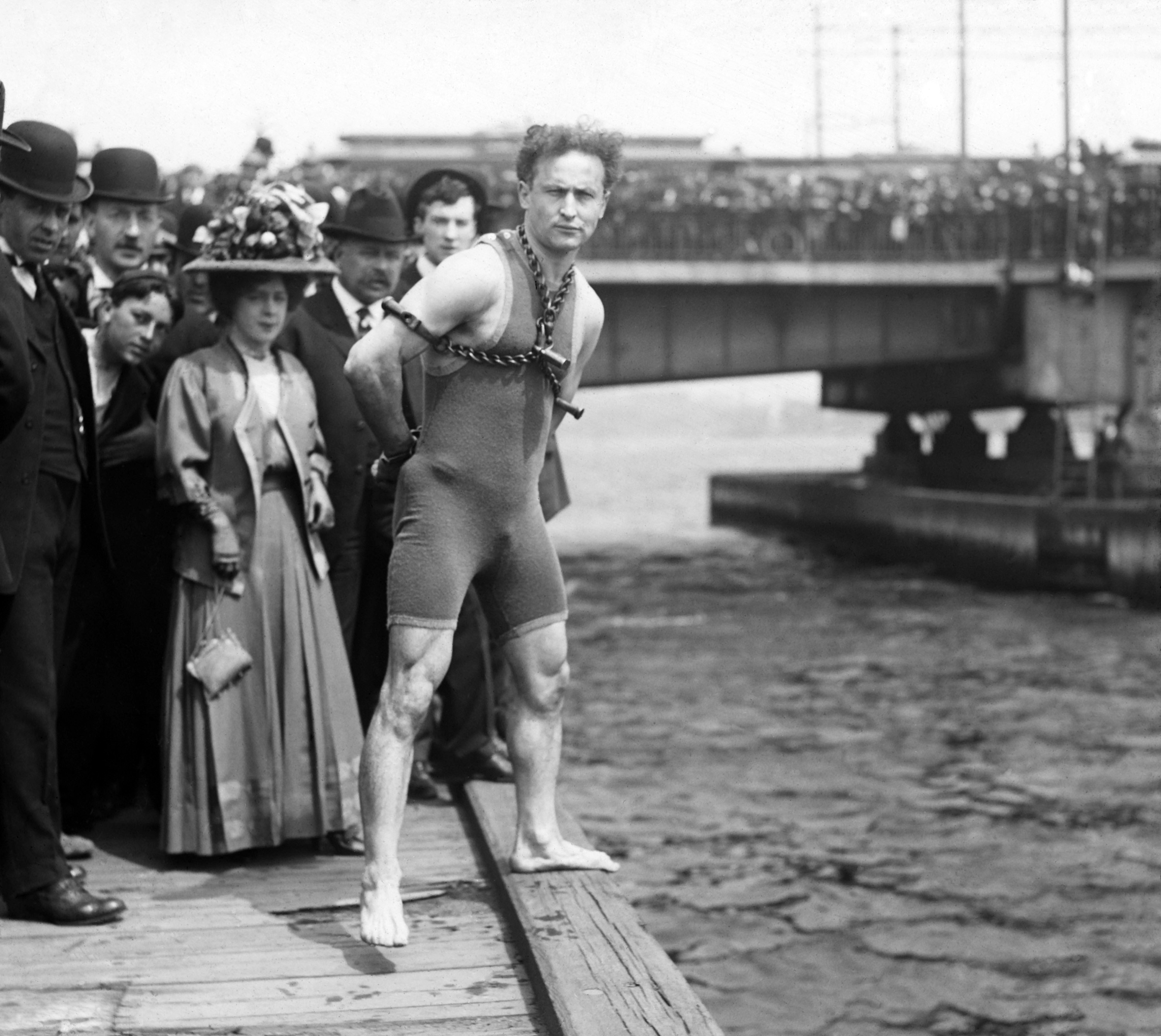
Sur le pont Harvard de Boston (1908).
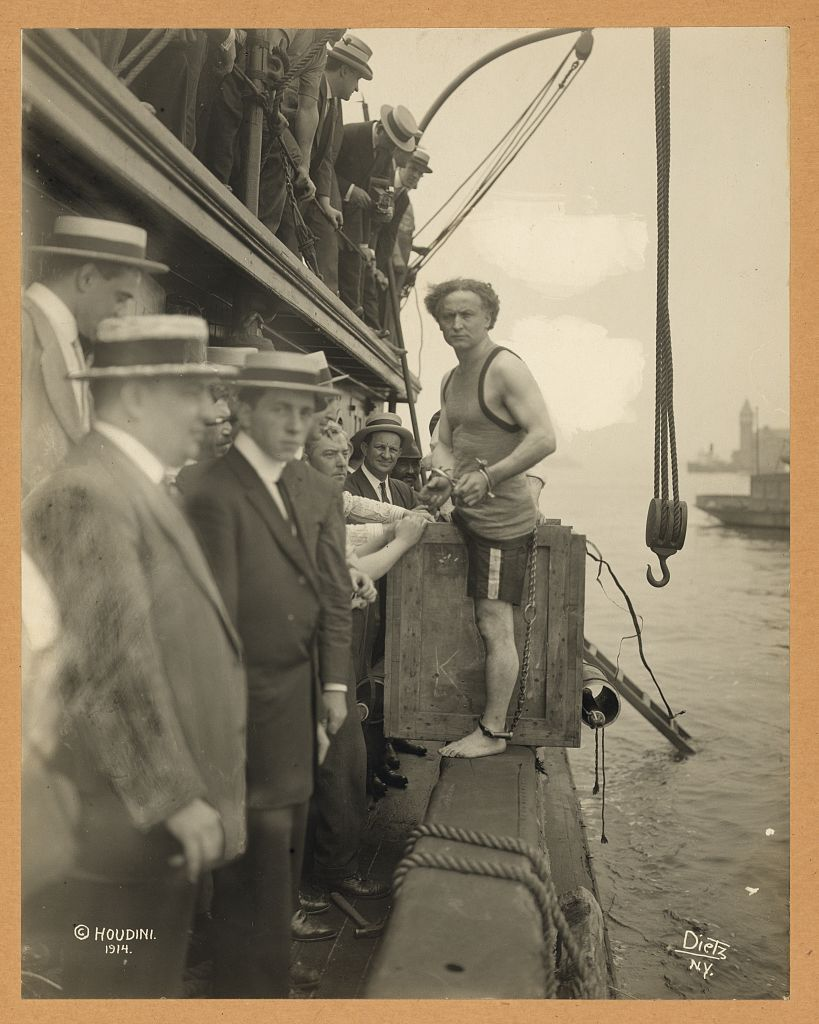
Avant d'entrer dans la caisse lestée qui sera descendue dans le port de New York (1912).
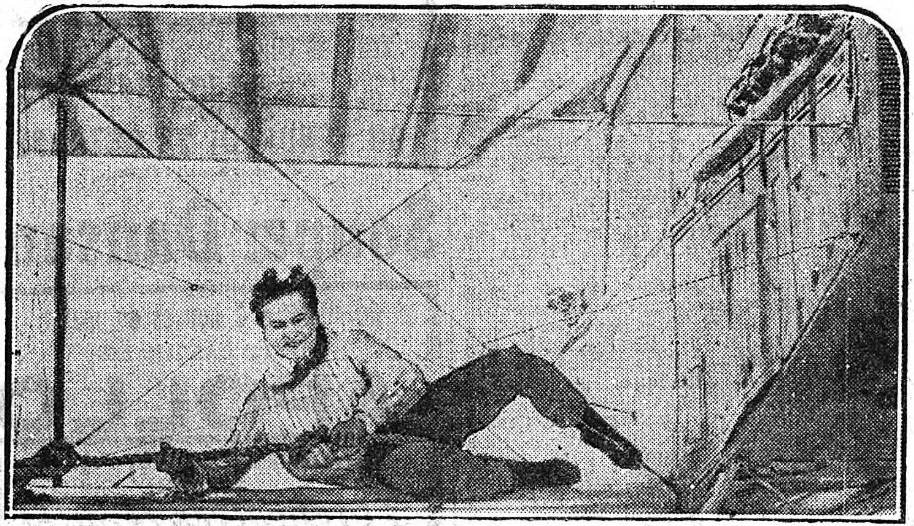
Sur l'aile de son avion (1921).
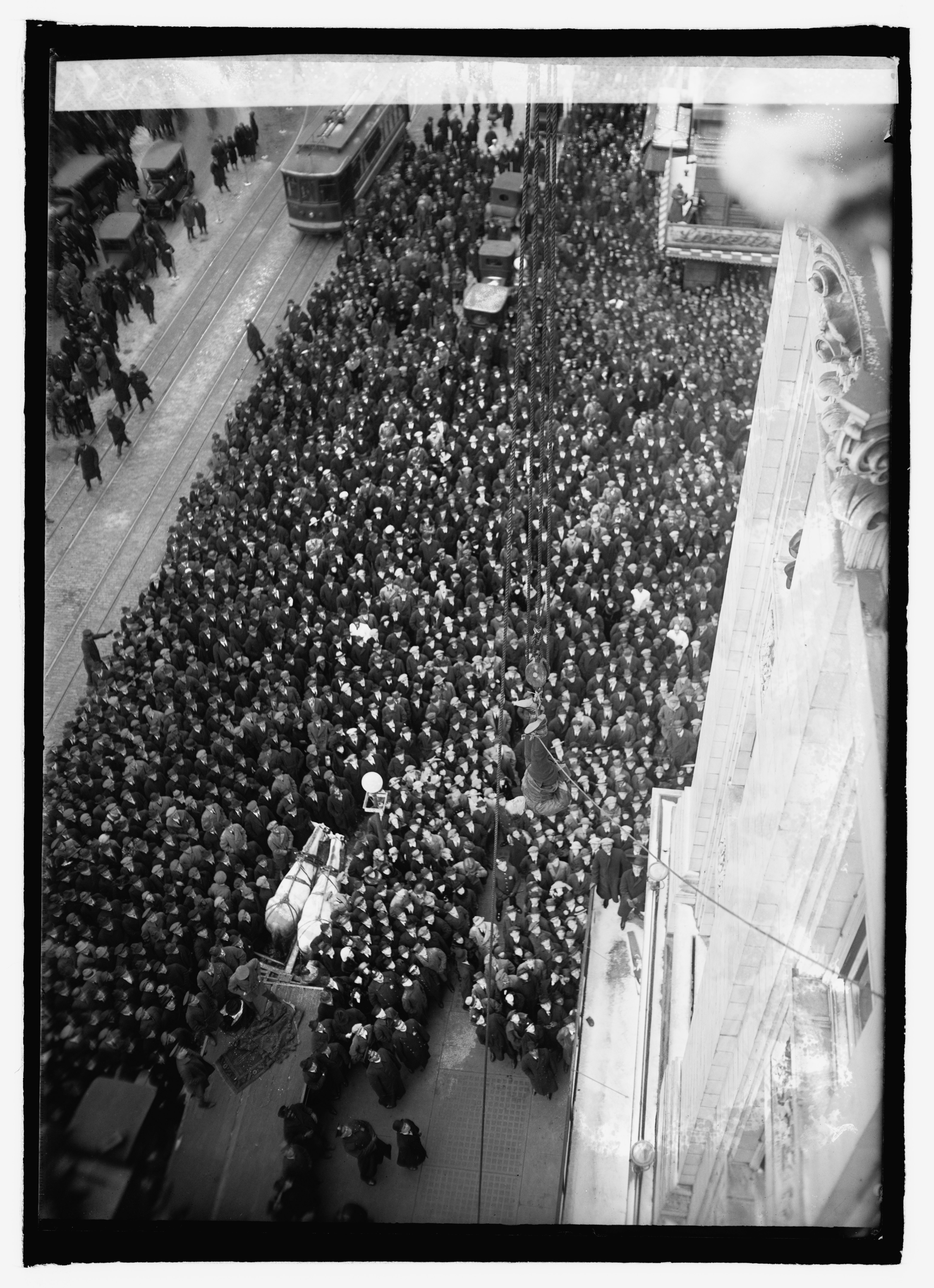
Suspendu par les pieds dans une camisole de force au B.F. Keith's Theatre à Washington (1925).